# Stercorarius maccormicki
Stercorarius maccormicki là một loài chim trong họ Stercorariidae.

## Phân bố và môi trường sống
Loài này sinh sản trên bờ biển Nam Cực, thường đẻ hai quả trứng vào tháng 11 và tháng 12. Chúng là một loài chim di cư, trú đông trên biển ở Thái Bình Dương, Ấn Độ và Đại Tây Dương. Ở phía đông Bắc Đại Tây Dương, nó được thay thế bằng chim cướp biển lớn. Chim cướp biển Nam Cực đã được nhìn thấy tại Cực Nam địa lý thực tế. Đồi Megalestris, trên đảo Petermann thuộc quần đảo Wilhelm ở Nam Cực, được đặt theo tên chung chung đã lỗi thời của chim cướp biển cực nam. 